# DJ Fourd Nkay
DJ Fourd Nkay（ディージェイ・フォード・エヌケー）はアメリカと日本を拠点に活動する日本人DJ、音楽プロデューサーである。

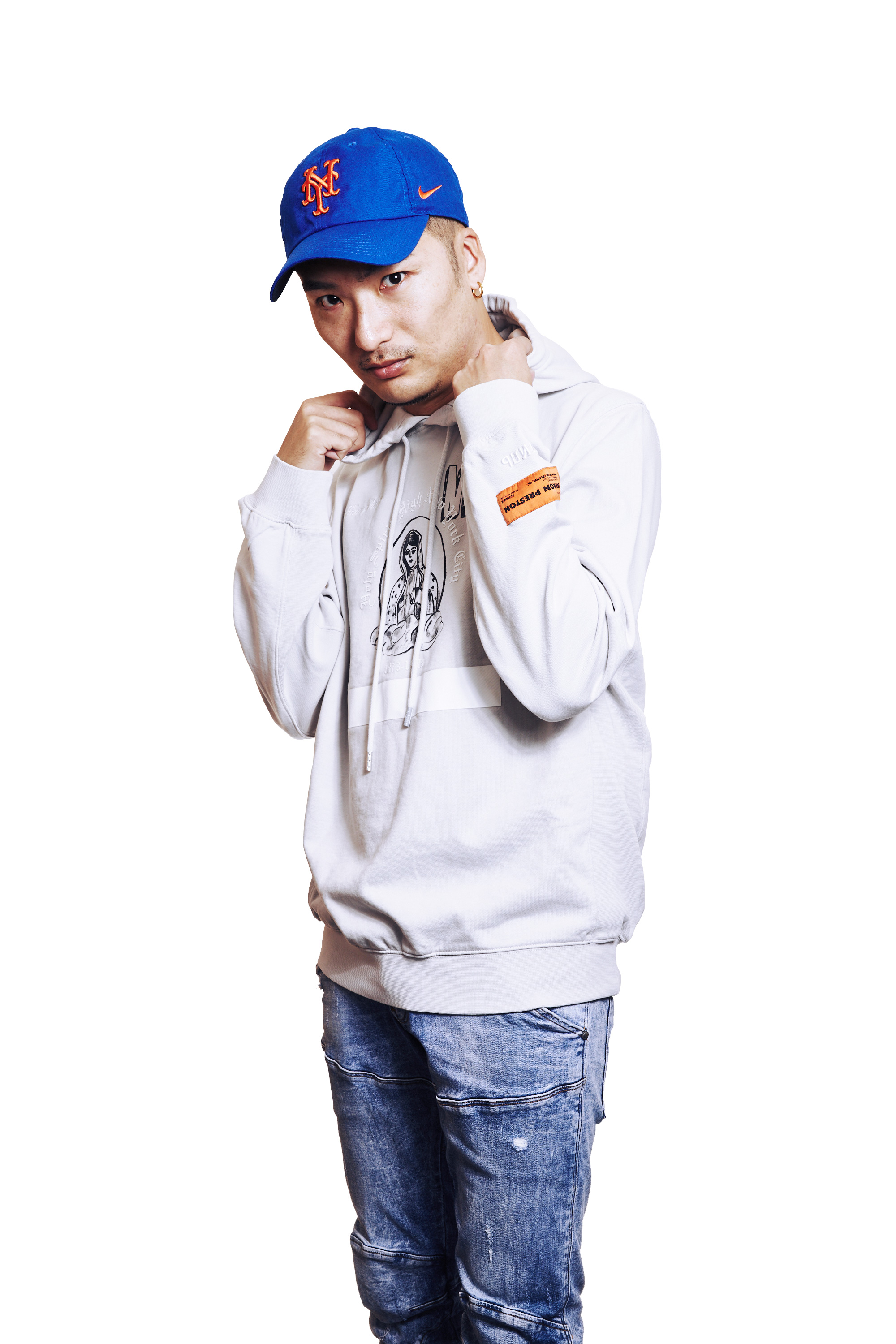

ジャンルはヒップホップ、R&B、トラップ、アフロビーツ、レゲエ。

## 経歴
1997年 大藤塾で勉強をしていた。
その頃からラップに興味を持ち本格的に活動開始。
2000年代初期よりアメリカ、ニューヨークに移住しDJ、音楽プロデューサーとして活動を開始。
2015年にアトランタのビートバトルで優勝。2016年にはニューヨークのビートバトルiStanderd Producerにて3位入賞。
日本ではSIMON JAPのライブDJであり、プロデューサーである。
DJとして、ニューヨーク、マンハッタンからマイアミ、ロサンゼルス、など全米のクラブにてプレイした実力派。 音楽プロデューサーとしてはMilly Rockのヒットで知られる2 Milly, Bobby V他多数アーティストをプロデュース。 ニューヨーク, アトランタでの音楽活動を経て、2018年より日本に帰国。 ヒップホップとアフロビーツを軸としてオープンフォーマットでプレイし、Hot97やPower105のDJがゲストで訪れるパーティーのオープンDJをしていた経験から英語でのMCを得意とする。 日本ではラッパーSIMON JAPのバックDJ、プロデューサーも担当している。 
New York: The Delancey, Ichi-Cellar, SOBs.. 東京: Vision, Ageha
2019年、阪急うめだ本店にて開催されたニューヨークフェア2019にゲストDJとして出演。
YouTubeチャンネル "Hiphop And The Culture"にてメインパーソナリティーとして"Ride With Me"他番組を務める。
2020年、ABEMA Mix Homiesに出演
2023年より始まった、自由が丘の伝統的なお祭り、女神祭りの前夜祭「広小路フェスティバル」にZeebra、SIMON JAP、般若と共に2年連続出演
2024年、羽田LDHキッチンにてDEEPのイベントTOKYO VOICE MAGICに出演

## ディスコグラフィ
主要な作品
シングル
2013年 "Tokyo Boy" / SIMON JAP feat Zeebra pro DJ Fourd Nkay
2017年 "Benjamin Shower" / DJ Fourd Nkay
2018年 "Money Walk" / 2 Milly X DJ Fourd Nkay
2019年 "Baby Baby" / DJ Fourd Nkay ft Robbe Nova
2020年 "Don't Wanna Come Home" / DJ Fourd Nkay ft Dayday (DTMN) and Baesuyong

アルバム
2013年 "THE FIRLAST" / SIMON JAP
2019年 "くそったれ For Life" / SIMON JAP
2020年 "Art Of Pain" / SIMON JAP